# Glasoečko
Glasoečko (makedonski: гласоечко) je muško dvoglasno pjevanje iz mjesta Dolni Polog, kod Tetova. Dvoglasno pjevanje “glasoečko” je tradicionalna forma vokalne muzike karakteristične za zapadni dio Makedonije.
Pjesme se pjevaju polifonijski, dok se dronski glas proturječno kreće u odnosu na melodijski vodeći glas, često praćen pastirskom flautom i gajdama. Glasoečko se izvodi spontano u skupinama od dva do tri pjevača, na svečanostima, svadbama, večernjim zabavama i drugim društvenim skupovima. Glasoečko pjevači su istaknuti i talentirani pojedinci koji su stekli znanje imitiranjem tehnika i vještina svojih prethodnika. 
Glasoečko je upisano na popis nematerijalne svjetske baštine 2015. godine i to odmah i na popis baštine za hitnu zaštitu. Naime, glasoečko se suočava s brojnim vrlo ozbiljnim prijetnjama održivosti, jer broj pojedinaca i skupina koji ih prakticiraju i prenose ga se ubrzano smanjuje, djelomično zbog trajne migracije izvođača nakon ratnih sukoba 2001. godine.